# 鬼池港
鬼池港（おにいけこう）は、熊本県天草市五和町にある地方港湾。港湾管理者は熊本県。

## 概要

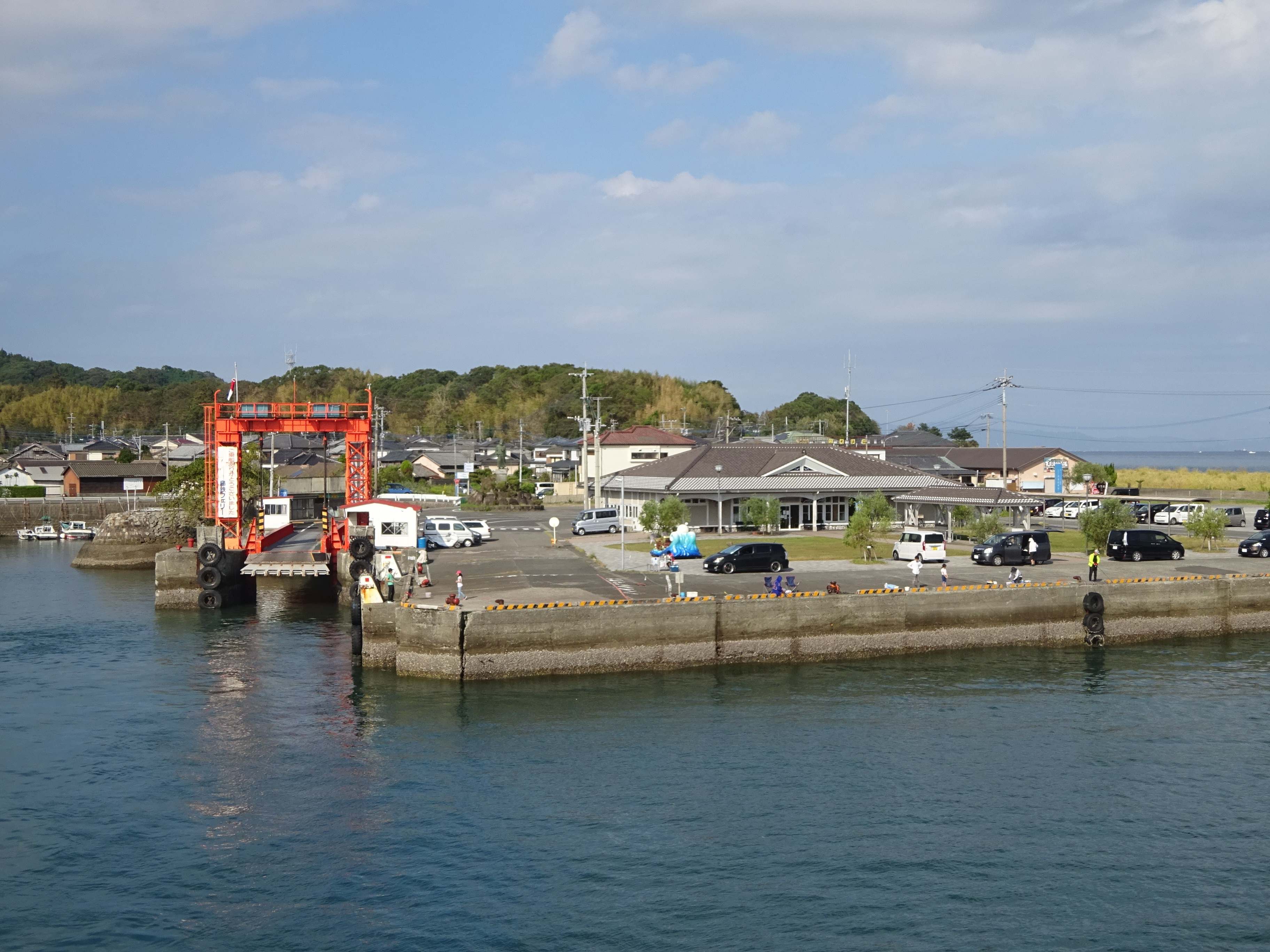
鬼池港全景

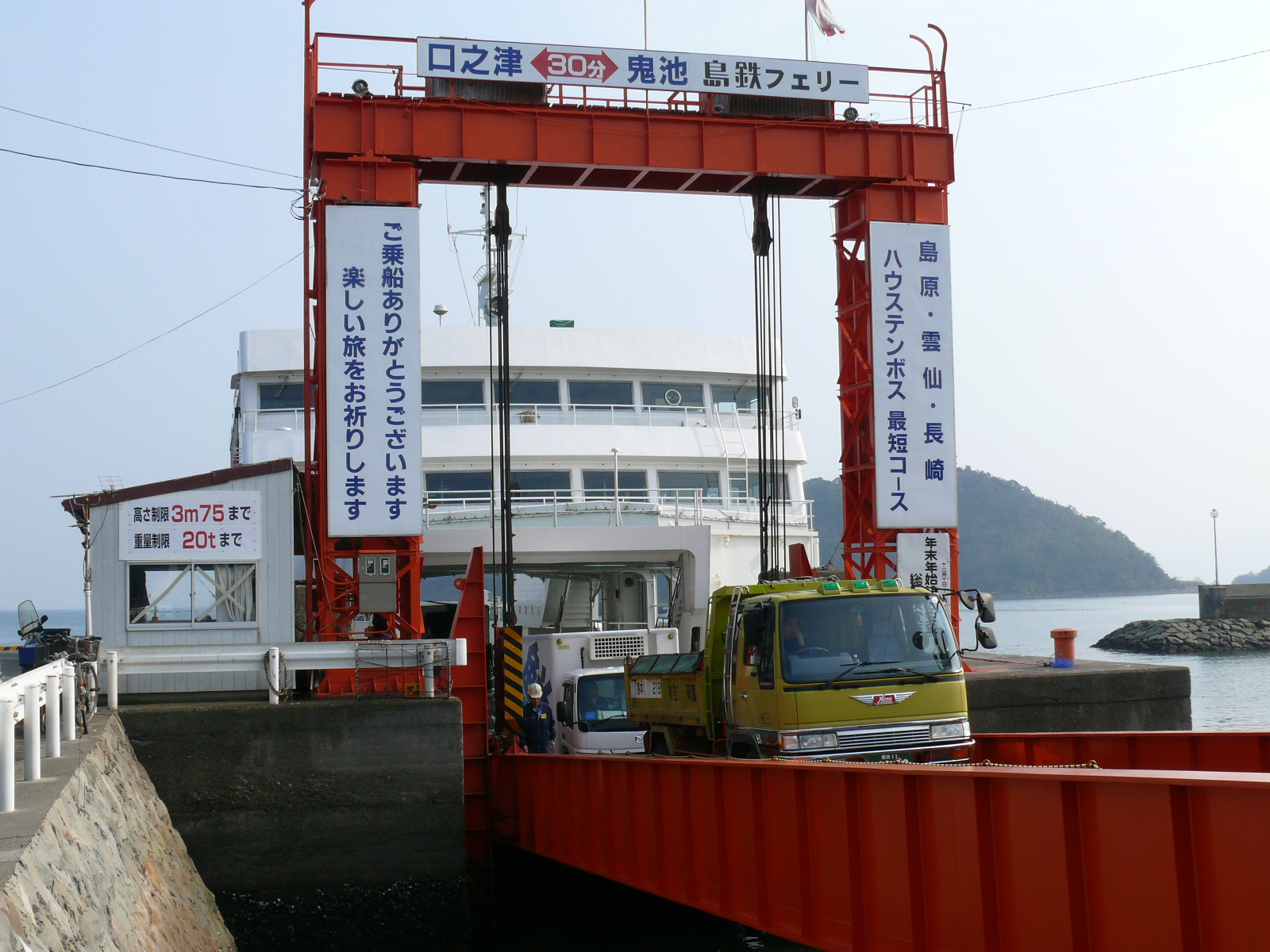
鬼池港フェリー乗り場

有明海の湾口部に位置する港湾で、対岸の島原半島の口之津港との間にフェリーが運航されている。
2015年度の発着数は5,370隻（2,523,333総トン）、利用客数は318,363人（乗込人員157,061人、上陸人員161,302人）である。

## 沿革
- 1934年 - 当時の鬼池村が防波堤を整備
- 1966年 - 口之津港との間にフェリー開設（下記）
- 2005年 - 港湾設備整備により1バースの供用開始

## 定期航路
- 島鉄フェリー：鬼池港 - 口之津港（長崎県南島原市）
  - フェリー便は朝から夕方に13ないし17往復（平日・休日や季節による）運航。所要30分程度。なお、本航路は国道389号の海上区間に相当する。

## 港湾施設
- 物揚場（-3.0m×57m） - フェリー用可動橋1基
- 物揚場（-2.5m×137m）
- 旅客待合所
- 野積場（4,866m2）
- かつては普賢丸と天洋丸が2隻就航していた。

## 周辺
- 国道324号

## アクセス
- 熊本市より国道57号・国道266号・国道324号経由
- 産交バス：本渡バスセンターよりバス30分（毎時1本程度、担当は天草営業所）。尚、本渡バスセンターから熊本桜町バスターミナルまで快速「あまくさ号」で2時間25分ほど。